# Карунское сокровище

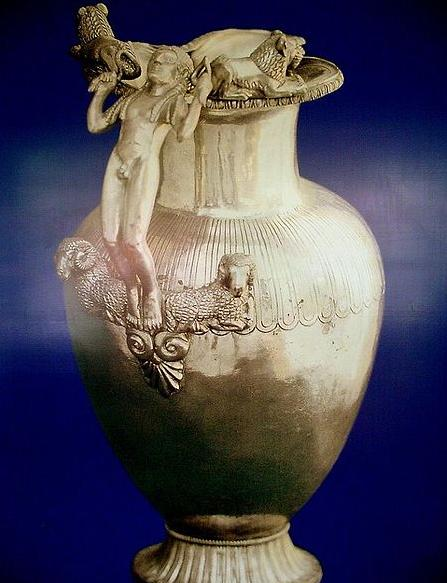
Кувшин из коллекции

«Карунское сокровище» (или Lydian Hoard) — название, данное коллекции из 363 артефактов Лидии, относящихся к VII веку до нашей эры и найденных в провинции Ушак (на западе Турции). Сокровище стало предметом судебных разбирательств между Турцией и нью-йоркским музеем Метрополитен в период между 1987 и 1993 годами. В итоге коллекция была возвращена Турции в 1993 году — после того как американский музей признал, что в момент покупки знал о том, что предметы были украдены. Сегодня все предметы выставлены в Музее археологии провинции Ушак.
Коллекция вновь стала предметом сенсационных новостей в мае 2006 года, когда было обнаружено, что ключевой артефакт сокровища — золотой гиппокамп, выставленный в музее Ушака вместе со всей остальной коллекцией — является подделкой; оригинал был заменён копией, вероятно, где-то в период с марта по август 2005 года.
Еще одним термином, используемым для обозначения коллекции, является «Сокровища Крёза». Хотя время создания артефактов близко к срокам правления Крезу, вопрос о том, следует ли их считать непосредственно связанными с легендарным царём Лидии, остается на сегодняшний день спорным. Легенда о богатстве Крёза была распространённой как в ряде азиатских культур (в духе, подобном его славе в западных культурах); на Востоке он упоминается как Карун (арабский и турецкий), при этом мифический размер его состояния порождает выражения, подобные русскому «богат, как Крёз».

## Открытие сокровища и его контрабанда
Главная и самая ценная часть сокровища — это могильная комната лидийской принцессы, найденная в результате незаконных раскопок, проведенных тремя копателями около деревни Гюре (провинция Ушак), в непосредственной близости от которой находилась гробница — в местности под названием «Топтепе». Проводя раскопки в течение нескольких дней и не в силах «прорваться» сквозь мраморную кладку двери погребальной камеры, копатели взорвали крышу гробницы в ночь на 6 июня 1966 года. Перед их глазами предстал «захватывающий вид» похороненной лидийской дворянки и её сокровища, находившегося в неприкосновенности более 2600 лет.
К сокровищам, украденным из этой могилы, позже добавились и дальнейшие находки, сделанные теми же копателями, в других курганах местности Топтепе в течение 1966—1967 годов. Затем данная коллекция была контрабандным путём вывезена за пределы Турции — по частям, через Измир и Амстердам — и куплена музеем Метрополитен между 1967—1968 годами, заплатившему за две сотни предметов 1,2 миллиона долларов США.

## Судебный процесс
Усилия целого ряда сменявших друг друга турецких правительств, направленные на сбор и возвращение коллекции, были инициированы журналистом Озгеном Акаром. Акар случайно увидел некоторые экспонаты в 1984 году, в каталоге музея Метрополитен, и сообщил министерству культуры Турции об их явно незаконном происхождении: одновременно, он написал несколько статей и инициировал расследование по бюрократическим турецким каналам.
Позже Озген Акар действовал в качестве «добровольного посланника» правительства Турции в рамках судебного разбирательства, начатого в Нью-Йорке в 1987 году и завершившегося в 1993 году — одновременно с этим, он был назначен консультантом по данному вопросу в самой Турции (в работе с УНИДРУА, касающейся охраны исторического, культурного и религиозного наследия). Имя журналиста Акара является сегодня в Турции нарицательным для людей, занятых поисками другой контрабандной коллекции — под названием «Elmalı Treasure».

## Музей Ушака
Явная потребность в музее, достойном подобной «коллекции сокровищ», озвучивалась с тех пор, как артефакты вернулись в Турцию. После передачи властям страны десяти других незаконно найденных артефактов, а также ряда других подобных находок, был накоплен фонд для музея: он, в общей сложности, состоял из 375 предметов. Но небольшой музей в Ушаке, куда была временно помещена коллекция, изначально планировался как музей ковров и работал в жёстких условиях бюджетных и кадровых ограничений: он не отвечал полностью и требованиям по безопасности. Сомнения в пригодности данного места только укрепились в связи с подачей (в настоящее время незавершённых) судебных исков против сотрудников музея — в связи с кражей 2007 года. Бывший директор музея остаётся единственным человеком, который всё ещё содержится под стражей — из десяти изначально обвиняемых в рамках дела о подмене гиппокампа.

## Проклятие сокровищ
В Ушаке и за его пределами существует легенда о «проклятии», связанном с сокровищем. Легенда гласит, что семь человек, которые принимали участие в незаконных раскопках «умерли насильственной смертью или пережили большие несчастья».